# Takaaki Kajita
Takaaki Kajita (Japans: 梶田 隆章, Kajita Takaaki) (Higashimatsuyama, 9 maart 1959) is een Japans natuurkundige. In 2015 won hij samen met Arthur McDonald de Nobelprijs voor de Natuurkunde voor de ontdekking van neutrino-oscillaties, wat aantoont dat neutrino's massa hebben.

## Loopbaan
Kajita studeerde aan de Universiteit van Saitama en promoveerde in 1986 aan de Universiteit van Tokyo. Daar werd hij in 1999 hoogleraar, verbonden aan het instituut voor kosmische straling. Hij is daar directeur van het Institute for Cosmic Ray Research (ICRR) en sinds 2015 is hij ook directeur van het Kavli-instituut voor natuur- en wiskunde.
In 1998 ontdekte zijn team aan de neutronendetector Super-Kamiokande dat wanneer kosmische straling in de atmosfeer van de aarde komt, de ontstane neutrino's van smaak veranderden voor ze bij de detector aankwamen. Dit hielp bij het aantonen van neutrino-oscillatie en het aantonen dat neutrino's massa hebben. De Canadees Arthur McDonald kwam met zijn team bij het Sudbury Neutrino Observatory tot soortgelijke waarnemingen. Hun bevindingen verklaarden het dilemma waarom het aantal neutrino's dat bij de aarde kwam twee derde minder was dan voorspeld, en toonde daarmee aan dat het standaardmodel van de deeltjesfysica, wat vereist dat neutrino's massaloos zijn, beperkingen kent.